# Microberlinia
Microberlinia (лат.) — род растений семейства Бобовые. Включает в себя два вида деревьев, произрастающих в Западной Африке (Камерун и Габон). Общепринятые названия этих деревьев зингана или зебрано.
Используются как источник ценной древесины под названием зебрано.

## Некоторые виды
- Microberlinia bisulcata A.Chev.
- Microberlinia brazzavillensis A.Chev.